# 술집

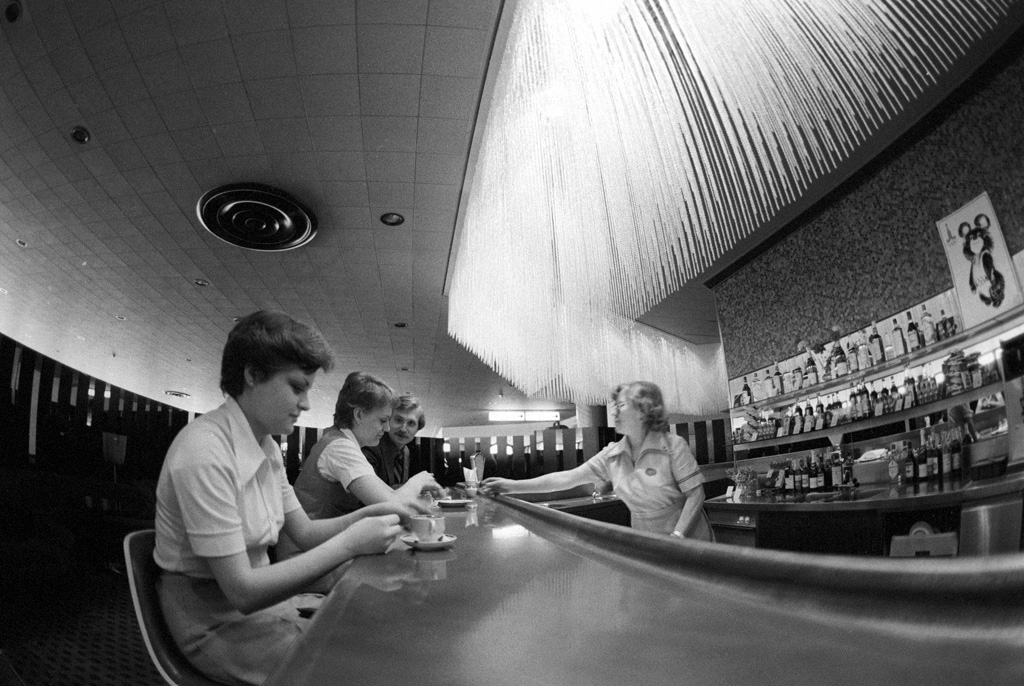

술집(영어: drinking establishment)은 술을 파는 가게를 뜻한다. 한자어로는 '주점'(酒店) 또는 '주옥'(酒屋)이라고 한다.
- 단란주점: 노래, 음주 허용[1]
- 유흥주점: 가무, 음주 허용

## 용어
미국에서는 '바'라고 하지만, 영국에서는 '펍'(public house)을, 일본에서는 '이자카야'라고 각각 표현한다.

## 관련 사항
네이버에서 술집과 연관된 일부 키워드 중 하나인 가요주점이나 유흥주점, 단란주점 등을 별도로 검색하게 될 경우, "청소년에게 노출하기 부적합한 검색결과를 제외하였습니다." 또는 "청소년에게 노출하기 부적합한 검색결과를 포함하고 있습니다."라는 문구가 뜨게 된다. 다음의 경우도 이와 비슷하게 적용된다. 이유는 미성년자에게 유해한 정보를 포함하고 있기 때문이다.